# Żona dla taty
Żona dla taty – telenowela chilijska z 2007 roku w reżyserii Italo Galleani.

## Obsada
- Jorge Zabaleta jako Ricardo Montes,
- Belén Soto jako Alicia Montes,
- María Elena Swett jako Catalina Rivera,
- Tamara Acosta jako Colomba Chaparro

## Fabuła
Ricardo Jorge Zabaleta jest przystojnym trenerem rugby. Ma powodzenie wśród dziewczyn, niestety żadna z kolejnych narzeczonych nie podoba się córce. On zaś nie widzi świata poza swoją małą Alicią Belen Soto. Gdy przyjeżdża do Santiago, ma nadzieję, że w końcu stworzy tu córce bezpieczny dom. Poznaje nauczycielkę Colombę Tamara Acosta. Rozsądek mówi mu, że będzie idealną matką dla jego córki. Jednak Alicia nie lubi Colomby. Dopiero Catalina wydaje się jej idealną kandydatką, dziewczynka szybko zaprzyjaźnia się z nią. Uwodzicielska i efektowna, ale chwiejna emocjonalnie Catalina skrywa pewną bolesną tajemnicę z przeszłości.